# Клаудіо Усаїн
Клаудіо Даніель Усаїн (ісп. Claudio Husaín, нар. 20 листопада 1974, Сан-Хусто, Аргентина) — аргентинський футболіст, що грав на позиції півзахисника. Виступав за національну збірну Аргентини.
Семиразовий чемпіон Аргентини. Володар Кубка Лібертадорес. Володар Міжконтинентального кубка. Переможець Рекопи Південної Америки.

## Клубна кар'єра
У дорослому футболі дебютував 1993 року виступами за команду клубу «Велес Сарсфілд», в якій провів сім сезонів, взявши участь у 153 матчах чемпіонату. Більшість часу, проведеного у складі «Велес Сарсфілда», був основним гравцем команди.
Згодом з 2000 по 2009 рік грав у складі команд клубів «Рівер Плейт», «Наполі», «УАНЛ Тигрес», «Ньюеллс Олд Бойз», «Сан-Лоренсо», «Ньюеллс Олд Бойз» та «Дефенсор Спортінг». Протягом цих років двічі виборював титул чемпіона Аргентини.
Завершив професійну ігрову кар'єру у клубі «Аудакс Італьяно», за команду якого виступав протягом 2010 року.

## Виступи за збірну
1997 року дебютував в офіційних матчах у складі національної збірної Аргентини. Протягом кар'єри у національній команді, яка тривала 6 років, провів у формі головної команди країни лише 14 матчів, забивши 1 гол.
У складі збірної був учасником розіграшу Кубка Америки 1997 року у Болівії, розіграшу Кубка Америки 1999 року у Парагваї, чемпіонату світу 2002 року в Японії і Південній Кореї.

## Досягнення
- Чемпіон Аргентини:

«Велес Сарсфілд»: К 1993, А 1995, К 1996, К 1998: «Рівер Плейт»: К 2000, К 2002, К 2004
- Володар Кубка Лібертадорес:

«Велес Сарсфілд»: 1994
- Володар Міжконтинентального кубка:

«Велес Сарсфілд»: 1994
- Володар Суперкубка Лібертадорес:

«Велес Сарсфілд»: 1996
- Переможець Рекопи Південної Америки:

«Велес Сарсфілд»: 1997
Збірні
- Переможець Панамериканських ігор: 1995